# Distretto di Sidi Okba
Il distretto di Sidi Okba è un distretto della provincia di Biskra, in Algeria, con capoluogo Sidi Okba.